# Guerre anglo-wabanaki
Guerre anglo-wabanaki
La guerre anglo-wabanaki, ou deuxième guerre anglo-abénaquise (1722–1725),, est une série de batailles opposant la Nouvelle-Angleterre et la Confédération Wabanaki (spécifiquement les Micmacs, les Malécites et les Abénaquis), alliés avec la Nouvelle-France. Le théâtre oriental se situe essentiellement dans l'État du Maine à la frontière avec l'Acadie. Le théâtre occidental se situe au nord du Massachusetts et dans le Vermont à la frontière avec le Canada et la Nouvelle-Angleterre. À l'époque, le Maine et le Vermont faisaient partie de la Province de la baie du Massachusetts.
Le casus belli est la frontière entre le Maine et l'Acadie, la Nouvelle-France l'ayant positionnée sur la rivière Kennebec,,.

## Historique
La guerre commence avec l'expansion des colons britanniques sur le sol des nations wabanaki après la conquête de l'Acadie (traité d'Utrecht) et l'établissement d'une colonie à Canso. L'idée britannique est d'étendre le territoire le plus au nord possible sans respect pour les Amérindiens. Pour la première fois, les Wabanakis décident de lutter contre les colons britanniques pour se défendre et non pour défendre les intérêts de la Nouvelle-France.
En réponse à l'hostilité déclenchée par l'expansion britannique, le gouverneur de la Nouvelle-Écosse, Richard Philipps (en), construit un fort sur le territoire des Micmacs à Canso en 1720. Par la suite, le gouverneur du Massachusetts Samuel Shute (en), construit des forts sur le territoire abenaquis à l'embouchure de la rivière Kennebec, le fort George à Brunswick en 1715, le fort Saint-George à Thomaston en 1720 et le fort Richmond à Richmond (Maine) en 1721.
Les Jésuites décident d'aider les Abénaquis en construisant une église dans leur village de Narrantsouac sur la rivière Kennebec, en gardant une mission à Castine sur le Penobscot, et en construisant une église dans le village malécite de Médoctec sur le Fleuve Saint-Jean.

### 1722
Le 10 septembre 1722, en accord avec Sébastien Racle à Norridgewock, quatre à cinq cents Abénaquis et Micmacs attaquent Arrowsic. Le capitaine Penhallow fait tirer la troupe, blessant trois Amérindiens et en tuant un autre, ce qui permet aux habitants de se retirer dans le fort. Contrôlant désormais le village, les Amérindiens tuent cinquante têtes de bétails, incendient vingt-six maisons et assaillent le fort, tuant un Britannique.
Sur le chemin du retour vers Norridgewock, les Amérindiens attaquent le fort Richmond. L'assaut dure trois heures, des maisons sont incendiées et du bétail tué, mais le fort résiste. Brunswick et plusieurs habitations à l'embouchure du Kennebec sont détruits.

### 1723
Le 9 mars 1723, le colonel Thomas Westbrook part avec deux cent trente hommes vers le fleuve Penobscot et parcourt 51 km vers l'amont de la rivière jusqu'au village de Castine. Ils y trouvent un grand fort de 70 m sur 50 m, avec des murs de 4 m, entouré de vingt-trois wigwams, ainsi qu'une grande chapelle de 20 m sur 10 m. Le village est abandonné, et les soldats britanniques l'incendient, ainsi que le fort et la chapelle.
Durant l'année 1723, le père Crale et la Confédération Wabanaki de l'Acadie lancent quatorze assauts contre les établissements britanniques le long de la frontière avec la Nouvelle-Angleterre. Cette campagne débute en avril pour se terminer au mois de décembre. Pendant cette période, trente personnes sont tuées ou prises en otage.

### 1724
Durant l'été 1724, le père Crale et la Confédération Wabanaki lancent dix assauts à la frontière de la Nouvelle-Angleterre, tuant ou blessant trente Britanniques. Le 23 mars, le fort de Cape Porpoise (en) est attaqué et un sergent tué. Le 17 avril, un paysan est tué à Black Point, et ses deux fils sont emprisonnés à Norridgewock. À Kennebunkport, un sloop est pris et son équipage mis à mort. Plus tard, trois hommes sont tués à proximité de la scierie.
Au printemps 1724, le commandement du fort Saint-George à Thomaston échoit au capitaine Josiah Winslow. Le 30 avril 1724, Winslow, le sergent Harvey et dix-sept hommes dans deux sloops quittent le fort et descendent la rivière vers Green Island. Le lendemain, les chaloupes sont séparées et deux à trois cents Abénaquis tuent Harvey et ses hommes à l'exception de trois guides amérindiens. Le capitaine Winslow est encerclé par une trentaine de canoës, chacun comptant quatre à six hommes à bord, qui les attaquent depuis les deux rives. Après des heures de combat, Winslow et ses hommes sont tués à l'exception des trois guides amérindiens. Les Amérindiens reconnaissent avoir perdu vingt-cinq guerriers,.
Durant la campagne chez les Micmacs de Cap de Sable, les Amérindiens s'engagent dans un combat naval. En quelques semaines, ils capturent vingt-deux vaisseaux, tuent autant de Britanniques et font quelques prisonniers. Ils assiègent sans succès le fort Saint-George.
La campagne amérindienne connaît un tel succès le long de la frontière qu'au printemps 1724, le gouverneur Dummer ordonne l'évacuation vers les fortins militaires.
Au cours des six derniers mois de 1724, les colons britanniques lancent une campagne sur les rivières Kennebec et Penobscot et remportent plusieurs victoires sur les Abénaquis.
Le 22 août 1724, les capitaines Jeremiah Moulton (en) et Johnson Harmon attaquent Norridegewock avec deux cents rangers pour tuer le père Crale et détruire le village. Cent soixante Abénaquis y sont présents et plusieurs choisissent de se retirer plutôt que de combattre. La plupart des trente et un Amérindiens qui choisissent de lutter sont tués. Sébastien Crale et un des chefs abénaquis meurent dès le début de la bataille, ainsi que deux douzaines de femmes et d'enfants.
Les Britanniques perdent deux hommes et un guide mohawk. Harmon détruit les fermes abénaquies et les survivants sont contraints d'abandonner leur village et de partir vers le nord pour les villages abénaquis de Saint-François (Odanak) et de Bécancour (Wôlinak). Les autorités de Boston offrent des récompenses pour leurs scalps et Harmon devient un héros. Ce dernier est réputé pour sa haine sanguinaire contre les Amérindiens. En 1715, les hommes de la famille Harmon massacrent plusieurs Amérindiens lors d'un pow-wow à York. Le ministre local, Samuel Moody, prédit une punition divine pour les Harmons disant qu'il n'y aurait plus de mâle pour porter ce nom,.
Le capitaine John Lovewell (en) organise trois expéditions contre les Amérindiens. Lors de sa première expédition, en décembre 1724, Lovewell et ses trente hommes partent pour les montagnes du New Hampshire. Le 10 décembre, ils tuent deux Abénaquis. Le 19 décembre, à 64 km au nord de Winnipesaukee, la troupe atteint un wigwam. Elle y tue et scalpe un Abénaqui et prend un jeune Amérindien en otage en représailles à l'enlèvement de deux Britanniques de Dunstable et de la mort de huit autres, tués par les guerriers abénaquis. La troupe reçoit deux cents livres pour chaque scalp.

### 1725
Au mois de février 1725, Lovewell réalise une expédition sur le territoire abénaqui et tue dix Amérindiens à proximité du Lac Winnipesaukee.
Le 20 février, les Britanniques arrivent près d'un wigwam et suivent des traces pendant 8 km. De l'autre côté de la rivière Salmon Falls, ils voient plusieurs wigwams et de la fumée. Vers 2 h du matin, Lovewell donne l'ordre de faire feu et tue dix Amérindiens sur le coup. Beaucoup d'objets sont trouvés sur les lieux. Cependant, le mois suivant, Lovewell parade dans les rues de Boston avec beaucoup plus de dix scalps, sachant qu'il portait déjà une perruque faite de dix scalps. Il est possible qu'il écrivît l'histoire de son attaque à sa façon et, qu'en fait, il y eut bien plus que dix Amérindiens massacrés.
En mars, les troupes de Lovewell arrivent à Boston. Elles paradent avec les scalps d'Amérindiens dans les rues de Boston. Lovewell porte de nouveau une perruque faite de scalps. Il avait payé mille livres pour sa perruque, soit cent livres par scalp.

### Bataille de Pequawket

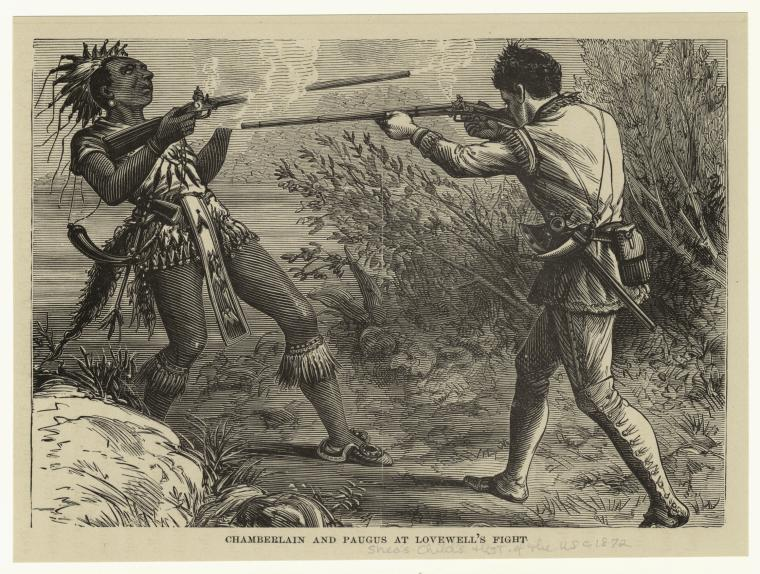
La mort du chef Paugus

Le 16 avril 1725, Lovewell entreprend sa troisième expédition, avec seulement quarante-six hommes, au départ de Dunstable. Il construit un fort à Ossipee et y laisse dix hommes, incluant le médecin et John Goffe (en). Le reste de la troupe attaque les Pequawkets à Fryeburg. Le 9 mai, les hommes de Lovewell sont avec le chapelain Jonathan Frye, et un guerrier abénaqui est aperçu. Les Britanniques ouvrent le feu mais le manquent. L'Abénaqui réplique et tue Lovewell et sept autres. Le tir suivant, de Seth Wyman, tue le guerrier abénaqui.
Le chapelain Frye scalpe l'Amérindien. La milice avait laissé ses provisions pour ne pas s'encombrer durant la bataille. Deux partis d'Abénaquis, mené par Paugus, les trouvent et tentent une embuscade au retour de la milice. La bataille continue pendant dix heures jusqu'à ce que l'« enseigne » (aspirant) Wyman tue le chef abénaqui Paugus.
Du fait de la mort de Paugus, les autres Abénaquis quittent les lieux. Seuls vingt Britanniques survivent, dont trois meurent à leur retour. Les pertes abénaquies ne sont pas connues à l'exception de Paugus et de l'Amérindien scalpé. Les Abénaquis quittent le village de Pequawket après la bataille et retournent à Saint-François.

## Sources
- (en) William Durkee Williamson, The history of the state of Maine : from its first discovery, A.D ..., vol. 2, 1832 (lire en ligne)
- (en) Mark Haynes, The Forgotten Battle : A History of the Acadians of Canso/ Chedabuctou, British Columbia Trafford, 2004
- (en) John Grenier, The Far Reaches of Empire, University of Oklahoma Press, 2008
- (en) John Grenier, The first way of war : American war making on the frontier, 1607-1814, 2003, p. 47-52
- (en) William Wicken, Mi'kmaq Treaties on Trial, University of Toronto Press, 2002
- (en) John Mack Faragher, A Great and Noble Scheme, New York, W. W. Norton & Company, 2005
- (en) William Wicken, « Mi'kmaq Decisions: Antoine Tecouenemac, the Conquest, and the Treaty of Utrecht », dans John Reid et alii (éds), The Conquest of Acadia, 1710: Imperial, Colonial and Aboriginal Constructions, University of Toronto Press, 2004
- (en) Cyrus Eaton, Annals of the town of Warren, 1851 (lire en ligne)
- (en) Colin G. Calloway, War, Migration, and the survival of an Indian people, University of Oklahoma Press, 1990
- (en) William A. Haviland et Marjory W. Power, The Original Vermonters: Native Inhabitants, Past and Present, University Press of New England, 1994
- (en) Gordon M. Day, In Search of New England's Native Past : Selected Essays, Amherst (MA), University of Massachusetts Press, 1998